# Platybletes coifaiti
Platybletes coifaiti är en skalbaggsart som beskrevs av Thérond 1972. Platybletes coifaiti ingår i släktet Platybletes och familjen stumpbaggar. Inga underarter finns listade i Catalogue of Life.